# グアイカイプロ

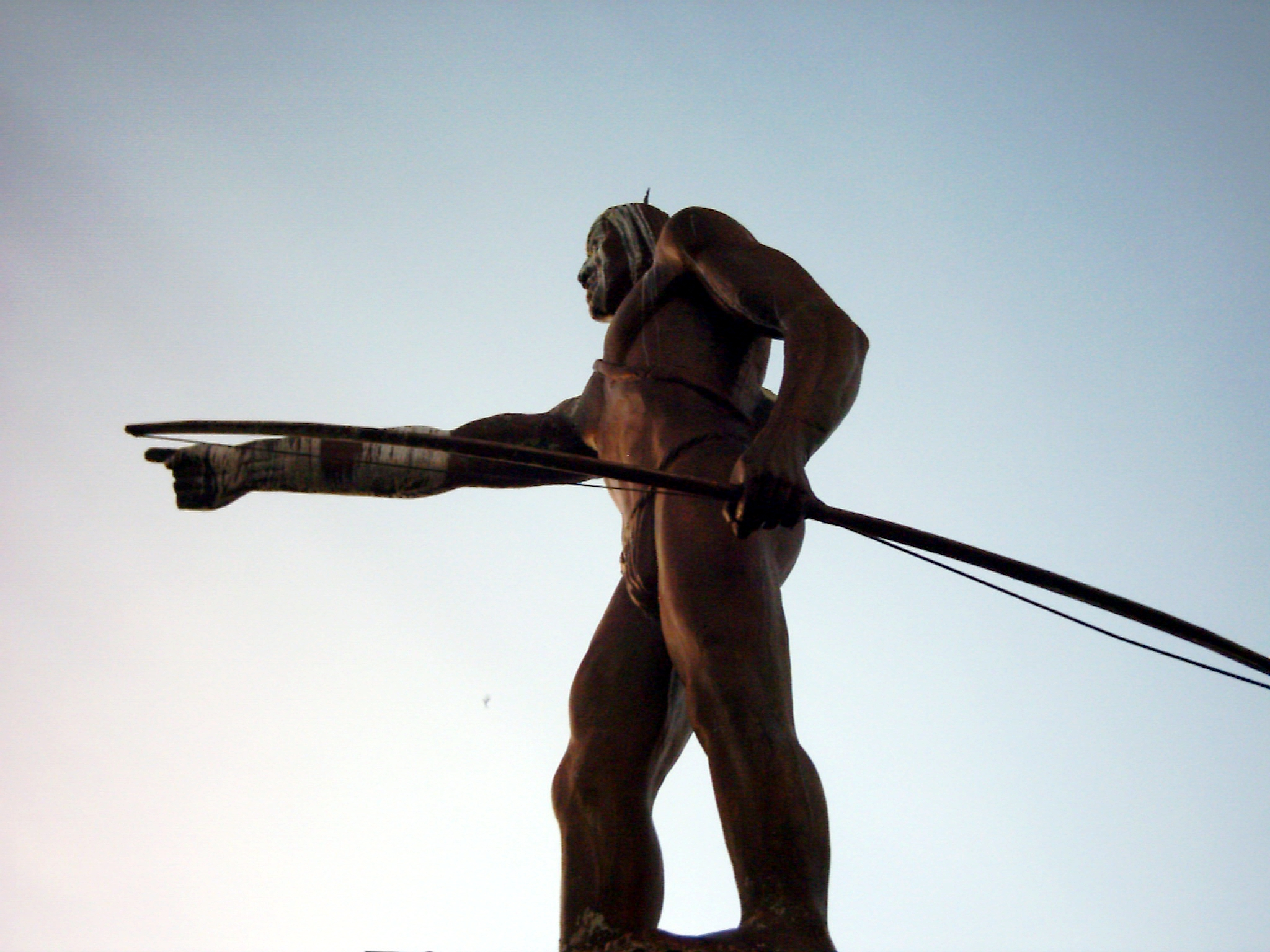
ロス・テケス市のグアイカイプーロ像

グアイカイプロ、グアイカイプーロ（Guaicaipuro、生年不明 - 1568年）は、16世紀の南アメリカ北部でスペイン軍の侵攻に対して戦ったインディオの指導者である。もと、その名はスペイン人によってグアカイプロ(Guacaipuro)と表記されたが、現代ではグアイカイプロと呼ばれる。
現在のベネズエラ、カラカス南方にいたテケス人の指導者で、ひとたびはスペイン人を撃退し、周辺諸部族を糾合して大連合を作ったが、再度の侵攻に対して敗れて死んだ。最終的に敗れたものの、ベネズエラのインディオの中では顕著な善戦を示した。
インディオ抵抗の代表者としてベネズエラ史に記され、その名はグアイカイプロ市に冠された。先住民やアフリカ系ベネズエラ人など、これまでベネズエラのナショナリズムの枠外に置かれてきた人々の文化と抵抗を重視するウゴ・チャベス政権の登場により、21世紀に入ってからグアイカイプロは国家的英雄の扱いを受けるようになった。
ベネズエラの10ボリバル紙幣に肖像が使用されている。